# إليوت وايتهيد
إليوت وايتهيد (بالإنجليزية: Elliott Whitehead) هو لاعب دوري الرغبي بريطاني، ولد في 4 سبتمبر 1989 في برادفورد في المملكة المتحدة.

## روابط خارجية
- إليوت وايتهيد على موقع ItsRugby.co.uk (الإنجليزية)